# Elektrisches Dipolmoment

Dipolmoment eines H_{2}O-Moleküls.
rot: negative Teilladung
blau: positive Teilladung
grün: gerichteter Dipol

Das elektrische Dipolmoment {\displaystyle {\vec {p}}} ist eine Eigenschaft der Verteilung elektrischer Ladungen. Es wird vom zweiten Koeffizienten der Multipolentwicklung des elektrischen Feldes repräsentiert und charakterisiert die räumliche Ladungstrennung entlang einer Achse. Hat man in einem Körper, z. B. einem Molekül, an unterschiedlichen Orten eine elektrische Ladung unterschiedlichen Vorzeichens, so dass der Schwerpunkt der negativen Ladungen (Elektronen) und der Schwerpunkt der positiven Ladungen (Atomkerne) nicht zusammenfallen, dann besitzt dieser Körper ein elektrisches Dipolmoment.
In der Chemie ist das Dipolmoment {\displaystyle {\vec {\mu }}} ein Maß für die Stärke eines Dipolmoleküls und damit für die Polarität eines Moleküls. Diese wird durch polare Atombindungen oder im Extremfall durch ionische Bindungen hervorgerufen.
Es sind auch andere Dipole (z. B. magnetische Dipole) möglich, die folglich auch andere Dipolmomente ausbilden.

## Richtungskonvention
Bezüglich der Richtung des Vektors des elektrischen Dipolmomentes herrschen in den verschiedenen Fachbereichen verschiedene Konventionen. Während in der Physik der Pfeil von der negativen Ladung zur positiven gezeichnet wird, wird es beispielsweise in der (physikalischen) Chemie die Richtung andersherum angegeben, von der positiven Ladung zur negativen.

## Berechnung
| Molekül | Dipolmoment in Debye | Dipolmoment in 10−30 C·m |
| ------- | -------------------- | ------------------------ |
| CO      | 0,11                 | 0,367                    |
| HF      | 1,826178             | 6,0915                   |
| HCl     | 1,109                | 3,700                    |
| HBr     | 0,827                | 2,759                    |
| HI      | 0,448                | 1,495                    |
| NH3     | 1,471                | 4,907                    |
| PF3     | 1,025                | 3,419                    |
| H2O     | 1,84                 | 6,152                    |
| H2S     | 0,97                 | 3,236                    |
| CH2O    | 2,34                 | 7,806                    |
| NaCl    | 8,5                  | 28,356                   |
| KF      | 7,33                 | 28,690                   |
| KCl     | 10,48                | 34,261                   |
| KBr     | 10,41                | 34,728                   |
| KI      | 11,05                | 36,825                   |
| CsCl    | 10,387               | 34,647                   |

Befindet sich zu einer negativen Ladung {\displaystyle -q} im Abstand {\displaystyle l} eine positive Ladung  {\displaystyle q} mit dem normierten Verbindungsvektor {\displaystyle {\vec {e}}_{l}} und sind diese Ladungen untereinander starr verbunden, so besitzt diese Struktur ein Dipolmoment der Größe:
{\displaystyle {\vec {p}}=q\cdot l\cdot {\vec {e}}_{l}}
Je größer die Ladung {\displaystyle q}, desto höher auch das Dipolmoment. Auch wenn die Ladungen weiter auseinanderrücken (wachsender Betrag von {\displaystyle {\vec {l}}}), wird das Dipolmoment größer.
Befinden sich bei einer diskreten Ladungsverteilung {\displaystyle n} Ladungen {\displaystyle q_{i}} an den Orten {\displaystyle {\vec {r}}_{i}} relativ zum Ladungsschwerpunkt (falls die Gesamtladung Null ist: einem beliebigen Bezugspunkt), so setzt sich das Gesamtdipolmoment {\displaystyle {\vec {p}}} aus den Einzeldipolmomenten {\displaystyle {\vec {p}}_{i}} zusammen:
{\displaystyle {\vec {p}}=\sum _{i=1}^{n}{\vec {p}}_{i}=\sum _{i=1}^{n}q_{i}\,{\vec {r}}_{i}.}
Im allgemeinen Fall einer kontinuierlichen Ladungsverteilung wird das Dipolmoment über die Ladungsdichte {\displaystyle \rho ({\vec {r}})} berechnet:
{\displaystyle {\vec {p}}=\int _{V}\rho ({\vec {r}})\cdot {\vec {r}}\,\mathrm {d} ^{3}r}
Der diskrete Fall geht aus dem allgemeinen hervor, wenn man die Ladungsdichte {\displaystyle \rho ({\vec {r}})} durch die einzelnen Ladungen {\displaystyle q_{i}} und die Delta-Distribution {\displaystyle \delta ({\vec {r}}-{\vec {r}}_{i})} darstellt:
{\displaystyle \rho ({\vec {r}})=\sum _{i=1}^{n}q_{i}\,\delta ({\vec {r}}-{\vec {r}}_{i}).}
Das Volumenintegral liefert dann nur Beiträge an den Orten {\displaystyle {\vec {r}}_{i}} der Ladungen, sodass sich ergibt:
{\displaystyle {\vec {p}}=\int _{V}\sum _{i=1}^{n}q_{i}\,\delta ({\vec {r}}-{\vec {r}}_{i})\,{\vec {r}}\,\mathrm {d} ^{3}r=\sum _{i=1}^{n}q_{i}\,{\vec {r}}_{i}}
Allgemein kann ein Potential in einen konstanten Teil und Multipolanteile, darunter eben das Dipolmoment, entwickelt werden.

## Einheit
Trotz der Umstellung auf das Internationale Einheitensystem (SI) wird weiterhin auch die cgs-Einheit Debye als Einheit des Dipolmoments verwendet, benannt nach dem holländischen Physiker Peter Debye. Der Grund dafür liegt darin, dass man bei der Verwendung der SI-Einheiten Coulomb und Meter mit sehr kleinen Zahlen umgehen müsste:
{\displaystyle [p]=1\,\mathrm {Debye} \approx 3{,}33564\cdot 10^{-30}\,\mathrm {Coulomb} \cdot \mathrm {Meter} }
Für Moleküle liegt das Dipolmoment meist im Bereich von 0 Debye bis 12 Debye. Die polarste nichtionische, vollständig gesättigte Verbindung ist mit einem Dipolmoment von 6,2 Debye all-cis-1,2,3,4,5,6-Hexafluorcyclohexan. Mit 14,1 Debye ist die ebenfalls nichtionische, aber ungesättigte Verbindung 5,6-Diaminobenzo-1,2,3,4-tetracarbonitril nochmals deutlich polarer.
Das Dipolmoment kann man mit Hilfe der Debye-Gleichung durch Messung der Dielektrizitätskonstante bestimmen. Ferner geben Messungen des Stark-Effekts Auskunft über das Dipolmoment eines Stoffes.

## Dipolmomente angeregter Zustände
Die Kenntnis der Änderung von molekularen Dipolmomenten bei elektronischer Anregung ist wesentlich für das Verständnis wichtiger natürlicher photoinduzierter Prozesse, wie der Photosynthese oder des Sehvorgangs. Zur Bestimmung der Dipolmomente angeregter Zustände kommt die Messung von solvatachromen oder thermochromen Wellenlängen-Verschiebungen in Lösungen in Frage.
Die Dipolmomente
- μG im Grundzustand des Moleküls sowie
- μE im angeregten Zustand des Moleküls

lassen sich berechnen mit Hilfe der Lippert-Mataga-Gleichung:
{\displaystyle {\overline {\nu }}_{A}-{\overline {\nu }}_{E}={\frac {2}{hc}}{\biggl (}{\frac {\varepsilon -1}{2\varepsilon +1}}-{\frac {n^{2}-1}{2n^{2}+1}}{\biggr )}{\frac {(\mu _{G}-\mu _{E})^{2}}{a^{3}}}+{\text{const}}.}
mit
- der Stokesverschiebung {\textstyle {\overline {\nu }}_{A}-{\overline {\nu }}_{E}}
- der Planck-Konstante {\displaystyle h}
- der Lichtgeschwindigkeit {\displaystyle c}
- der Permittivität ε des Lösungsmittels
- dem Brechungsindex n des Lösungsmittels
- dem Radius a der Lösungsmittelkavität.

Dipolmomente von Molekülen in der Gasphase können wesentlich genauer durch elektronische Stark-Spektroskopie bestimmt werden.